# Narciso Isa Conde
Narciso Isa Conde es un revolucionario socialista, político, escritor y ensayista dominicano. Nació el día 28 de noviembre de 1942.
Es hermano de Antonio Isa Conde (ministro dominicano de Energía y Minas de 2015 a 2020) y es padre de Pável Isa Contreras (ministro de Economía de 2022 a 2025).

## Biografía
Isa Conde es hijo de Aris Isa, descendiente de inmigrantes libaneses, y de Mercedes Conde. Vino al mundo el 28 de noviembre de 1942 en San Francisco de Macorís pero el oficio de promotor de casas comerciales de su padre llevó a la familia a vivir también en Puerto Plata y Salcedo, hasta terminar mudada en Santo Domingo.
En 1963, cuando Isa Conde cursaba el quinto año de Medicina, abandonó los estudios y las prácticas en los hospitales para enrolarse en las luchas por la reposición del gobierno constitucional del presidente Juan Bosch y contra las políticas del gobierno del Triunvirato.
Pero desde mucho antes Isa Conde ya incursionaba en la política desde el derrocamiento, en el 1961, del tirano Rafael Leónidas Trujillo, con su incorporación al movimiento estudiantil Fragua y su vinculación con el Movimiento 14 de Junio, que hacía honor a la intervención conspirativa de 1959.
Se  suma al Partido Socialista Popular, en el que participó a través de la célula estudiantil en la Universidad Autónoma de Santo Domingo; en 1964 asciende al Comité del Distrito Nacional y luego al Comité Central. El PSP pasa a llamarse Partido Comunista Dominicano en 1965, justo en plena agitación por las luchas constitucionalistas de 1965. Al año siguiente, Isa Conde queda designado secretario general de la organización política.
Su entrega total a la causa revolucionaria lo llevaron a la clandestinidad como respuesta a la represión y a la persecución del régimen de Rafael L. Trujillo. Más tarde se produce su partida hacia el exilio, en el gobierno de Joaquín Balaguer Ricardo.
Fue en 1970 cuando salió del país, para evadir la persecución del régimen de los 12 años de Joaquín Balaguer (1966-78). Regresó en 1973 y se mantuvo en la clandestinidad hasta dos años después, cuando el periodista Orlando Martínez cayó bajo fuego de militares y policías durante el gobierno balaguerista.
En Europa Isa Conde refuerza sus ideas y conocimientos del marxismo y fortalece sus relaciones con el bloque socialista, hasta que, 1973, regresa al país.
Isa Conde se mantuvo exigiendo justicia por Martínez y su persistencia impidió la prescripción del crimen hasta producirse una condena en el presente siglo. Sin embargo, en 1975 tuvo que retornar al exilio, aunque esta vez solo por varios meses.

### Finales delsigloXX
En 1978 el PCD se convirtió en el primer partido comunista en participar en unas elecciones generales en el país y su candidato presidencial fue Narciso Isa Conde. Cuatro años más tarde, ya con Balaguer fuera del poder,  volvió a aspirar a dirigir el Poder Ejecutivo. Entonces, con 35 años, era el aspirante más joven de la contienda.
Llegaban otros tiempos. Ya la promoción de los ideales socialistas no recibía el trato de sinónimo de terrorismo e ilegalidad. Sin embargo, en 1980 el joven dirigente político vivió 96 horas de encierro en el Palacio de la Policía Nacional, igual que otros izquierdistas, acusado de estar detrás de una huelga choferil. "Fueron varios días en un horno. Estaba permanentemente en una especie de baño sauna", declaró a la prensa.

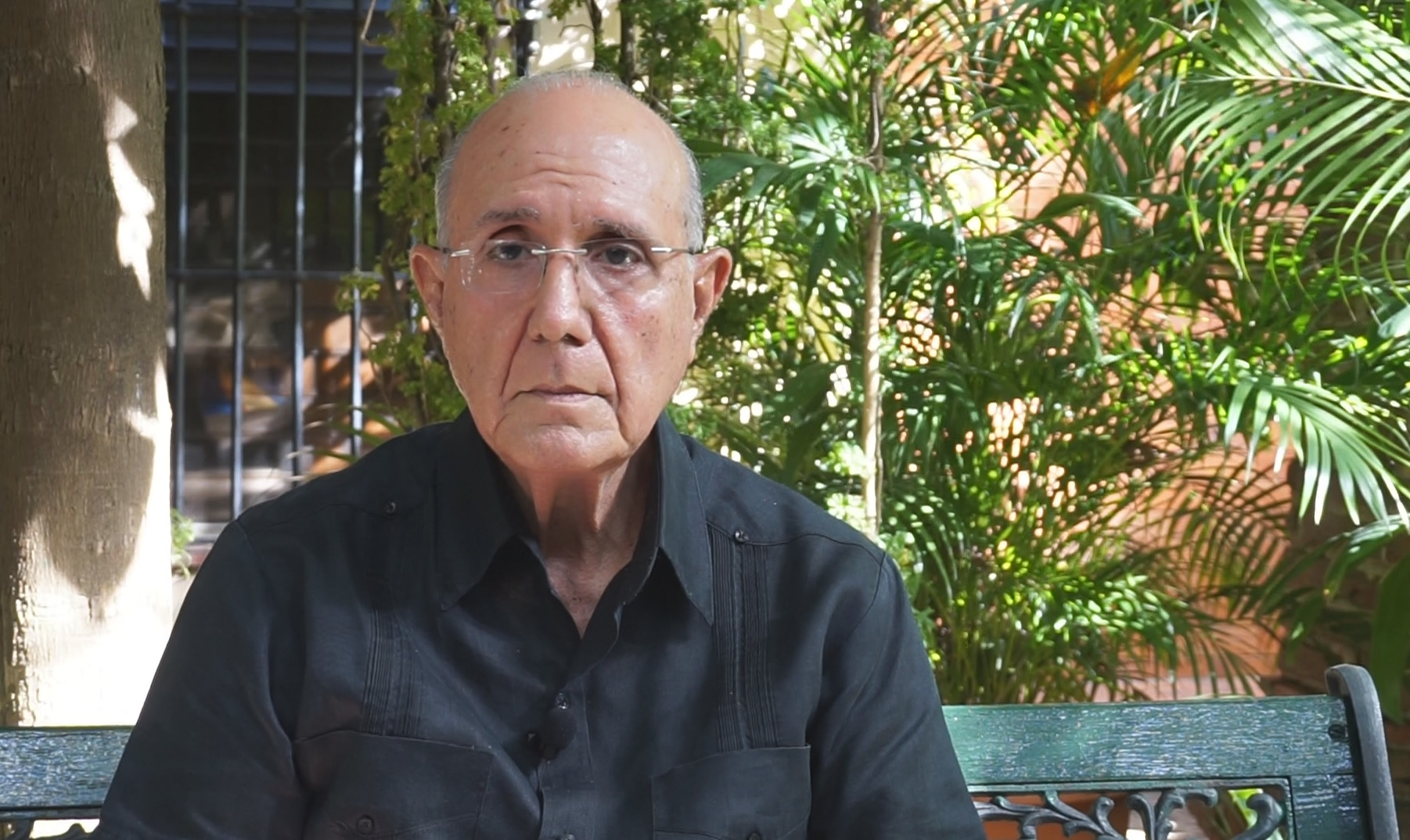
Narciso Isa Conde en su Residencia de Santo Domingo, República Dominicana a sus 76 años. Brindando una Entrevista.

Aunque los tiempos de la persecución, la clandestinidad, el exilio y la represión fueron alejándose, la izquierda no alcanzaba la vigencia ni el crecimiento para conquistar espacios políticos mediante los procesos electorales, tema que mantenía a Isa Conde ocupado en propuestas y debates sobre las fortalezas y debilidades de esta línea de pensamiento.
En la actualidad, plantea la necesidad de una decantación de los grupos de izquierda vigentes para un posterior agrupamiento sin alianzas con el capitalismo y sus acciones neoliberales, en pos de "conformar una nueva izquierda, a tono con los nuevos procesos al interior de la sociedad dominicana, continental y mundial".
Esta tarea, advierte en un artículo reciente, "es tan difícil como trascendente. Y, sobre todo, imperiosa e imprescindible".
Con Isa Conde a la cabeza, nació el partido Fuerza de la Revolución, de la fusión del PCD, el Movimiento Liberador 12 de enero (ML-12), la Fuerza de Resistencia y Liberación Popular (FRLP) y la Fuerza Revolucionaria 21 de Julio (FR-21).
Pero él renuncia en 2006, por desacuerdo con el resto de la dirección nacional, a la que acusa, entre otras cosas, de ofrecer un trato desigual a las mujeres en la democracia interna.
Su carrera revolucionaria y socialista lo ha llevado a escribir libros, al mismo tiempo por su causa socialista tiene buenas relaciones con las FARC, además de ser catalogado como el líder histórico de la izquierda dominicana.

#### Ideas
"Sólo pienso en dedicar toda mi capacidad de trabajo para lograr la aplicación de un conjunto de ideas con definida vocación de poder. No es el resultado de un puro deseo personal.  Está la convicción de que esta realidad debe ser modificada", profesa.